# Mesnil-Martinsart
Mesnil-Martinsart est une commune française située dans le département de la Somme, en région Hauts-de-France.

## Géographie

### Localisation
Le village, rural et forestier, est situé sur des collines dominant l'Ancre, à 6 km au nord d'Albert, à 25 km au sud-ouest d'Arras et à 30 km au nord-est d'Amiens.

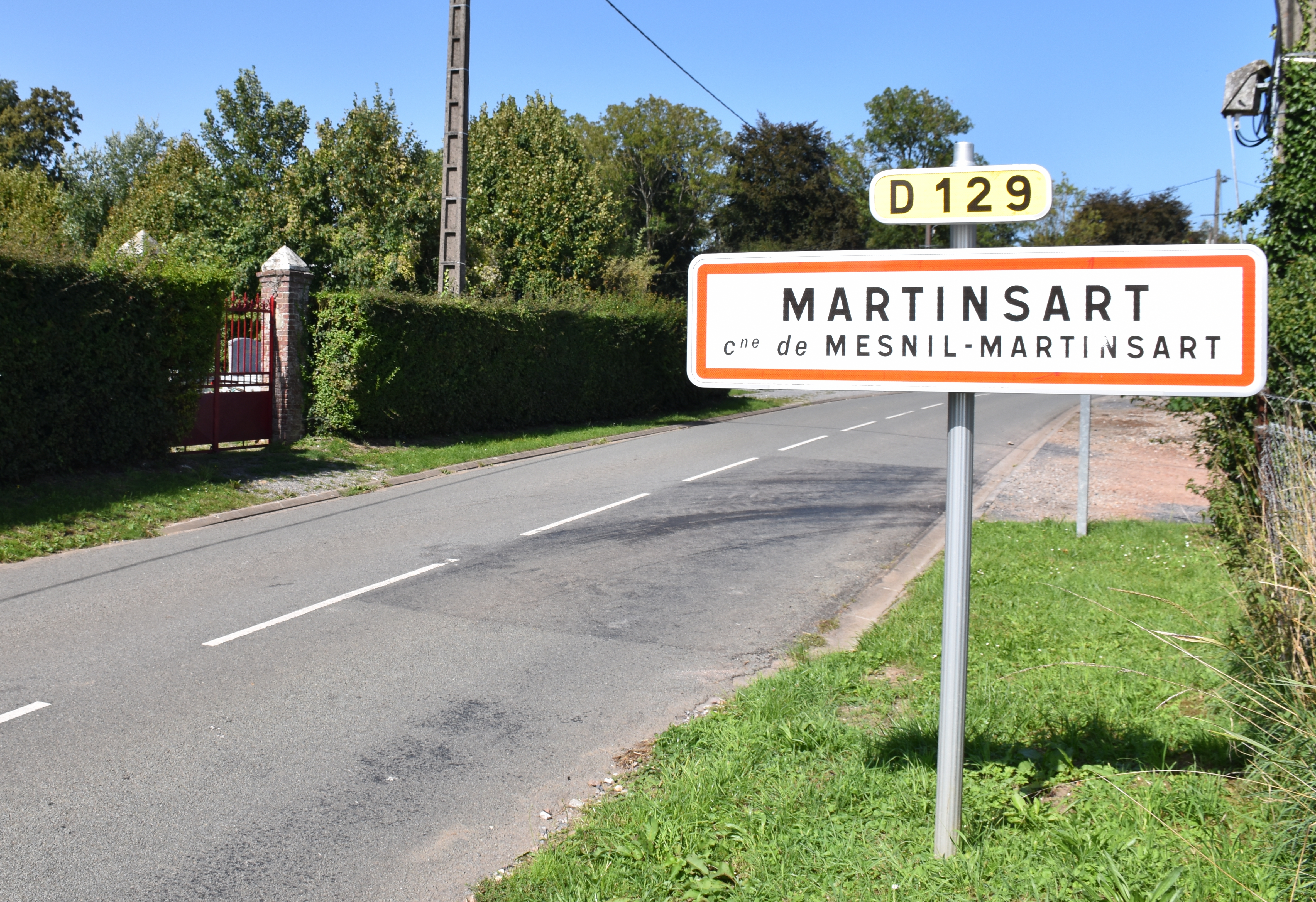
Entrée de Martinsart.

#### Communes limitrophes
Mesnil-Martinsart est entourée des communes de Beaumont-Hamel, Authuille, Aveluy, Albert, Bouzincourt, Englebelmer, Auchonvillers

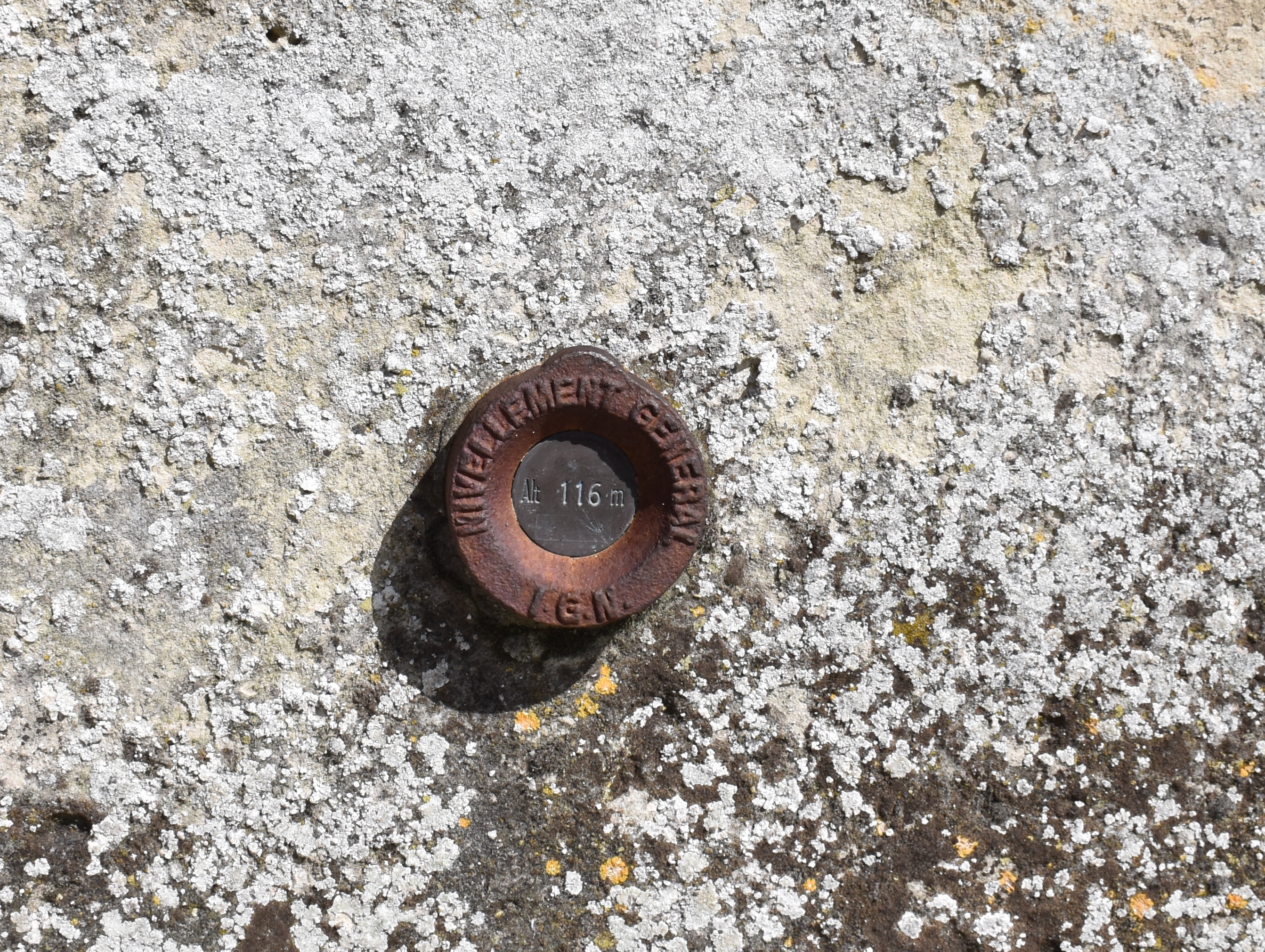
Borne de nivellement sur l'église-Altitude 116 m

| Auchonvillers | Beaumont-Hamel    |           |
| Englebelmer   | Mesnil-Martinsart | Authuille |
| Bouzincourt   | Albert            | Aveluy    |

### Nature du sol et du sous-sol
La nature du sol de la commune est principalement argilo-sablonneuse.

### Relief, paysage, végétation
Le relief de la commune est composé de collines dominant la vallée de l'Ancre.
La partie sud de la commune est recouverte d'un massif boisé, le Bois d'Aveluy.

### Hydrographie

#### Réseau hydrographique
La commune est située dans le bassin Artois-Picardie. La commune est limitée à l'est par le Canal et l'Ancre qui confluent à Aveluy. Cette partie du territoire communal comprend de nombreux étangs et marais,.
L'Ancre, d'une longueur de 37 km, prend sa source dans la commune de Miraumont et se jette  dans la Somme canalisée à Aubigny, après avoir traversé 21 communes.

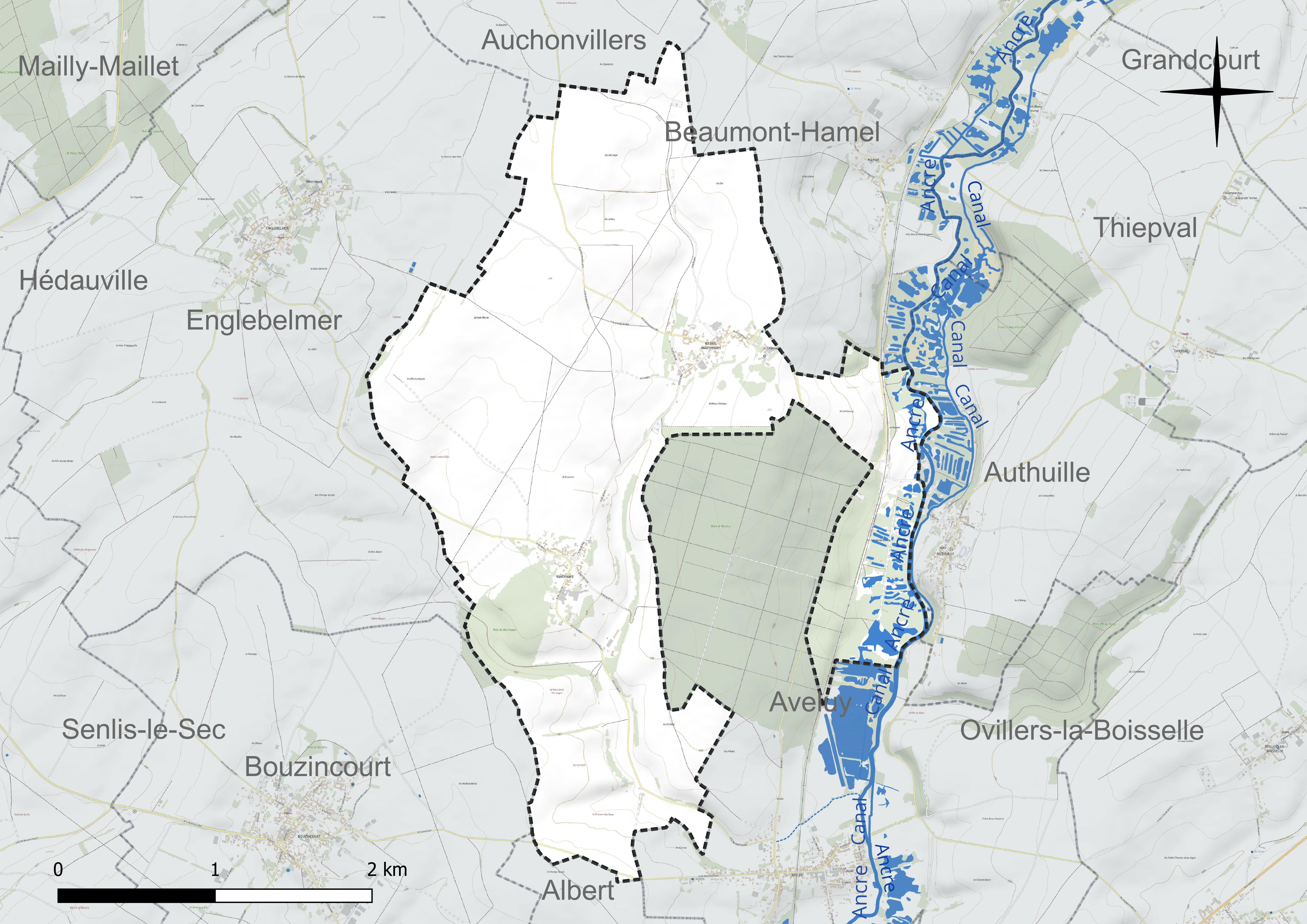
Réseau hydrographique de Mesnil-Martinsart.

#### Gestion et qualité des eaux
Le territoire communal est couvert par le schéma d'aménagement et de gestion des eaux (SAGE) « Somme aval et Cours d'eau côtiers ». Ce document de planification concerne un territoire de 1 835 km2 de superficie, délimité par le bassin versant de la Somme canalisée. Le périmètre a été arrêté le 29 avril 2010 et le SAGE proprement dit a été approuvé le 6 août 2019. La structure porteuse de l'élaboration et de la mise en œuvre est le syndicat mixte d'aménagement hydraulique du bassin versant de la Somme (AMEVA).
La qualité des cours d'eau peut être consultée sur un site dédié géré par les agences de l'eau et l'Agence française pour la biodiversité.

### Climat
Pour des articles plus généraux, voir Climat des Hauts-de-France et Climat de la Somme.
En 2010, le climat de la commune est de type climat océanique dégradé des plaines du Centre et du Nord, selon une étude du CNRS s'appuyant sur une série de données couvrant la période 1971-2000. En 2020, Météo-France publie une typologie des climats de la France métropolitaine dans laquelle la commune est exposée à un climat océanique et est dans la région climatique Nord-est du bassin Parisien, caractérisée par un ensoleillement médiocre, une pluviométrie moyenne régulièrement répartie au cours de l'année et un hiver froid (3 °C).
Pour la période 1971-2000, la température annuelle moyenne est de 9,9 °C, avec une amplitude thermique annuelle de 14,9 °C. Le cumul annuel moyen de précipitations est de 820 mm, avec 12,6 jours de précipitations en janvier et 9 jours en juillet. Pour la période 1991-2020, la température moyenne annuelle observée sur la station météorologique la plus proche, située sur la commune de Méaulte à 8 km à vol d'oiseau, est de 10,7 °C et le cumul annuel moyen de précipitations est de 730,3 mm,. Pour l'avenir, les paramètres climatiques de la commune estimés pour 2050 selon différents scénarios d'émission de gaz à effet de serre sont consultables sur un site dédié publié par Météo-France en novembre 2022.

## Urbanisme

### Typologie
Au 1er janvier 2024, Mesnil-Martinsart est catégorisée commune rurale à habitat dispersé, selon la nouvelle grille communale de densité à sept niveaux définie par l'Insee en 2022.
Elle est située hors unité urbaine et hors attraction des villes,.

### Occupation des sols
L'occupation des sols de la commune, telle qu'elle ressort de la base de données européenne d'occupation biophysique des sols Corine Land Cover (CLC), est marquée par l'importance des territoires agricoles (87,3 % en 2018), une proportion identique à celle de 1990 (87,3 %). La répartition détaillée en 2018 est la suivante : 
terres arables (81,2 %), forêts (8,1 %), zones agricoles hétérogènes (6,1 %), zones humides intérieures (4,5 %). L'évolution de l'occupation des sols de la commune et de ses infrastructures peut être observée sur les différentes représentations cartographiques du territoire : la carte de Cassini (XVIIIe siècle), la carte d'état-major (1820-1866) et les cartes ou photos aériennes de l'IGN pour la période actuelle (1950 à aujourd'hui).

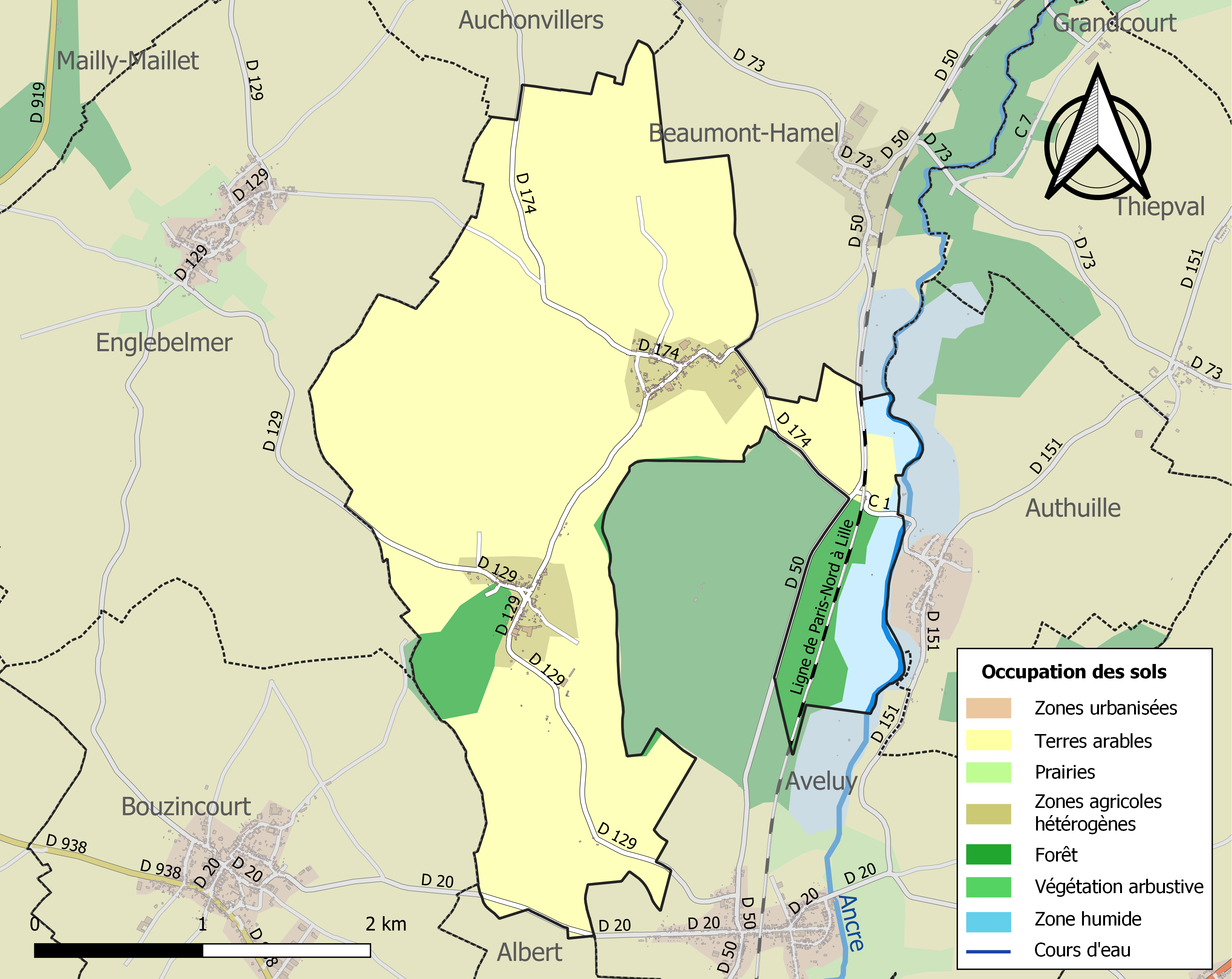
Carte des infrastructures et de l'occupation des sols de la commune en 2018 (CLC).

### Habitat
La commune de Mesnil-Martinsart est composée de deux agglomérations :
- le village de Mesnil, situé au nord-est et
- le hameau de Martinsart, situé plus au sud-ouest.

### Voies de communication et transports
La commune est aisément accessible depuis l'ex-RN 29 (actuelle RD 929) et l'ex-RN 338 (actuelle RD 938).
L'est de la commune est traversée par la ligne de Paris-Nord à Lille, mais la station la plus proche est la Gare d'Albert, desservie par des trains TER Hauts-de-France, qui effectuent des missions entre Rouen ou  Amiens, et Lille ainsi qu'entre Abbeville, ou  Amiens, et Albert ou Arras.

## Toponymie

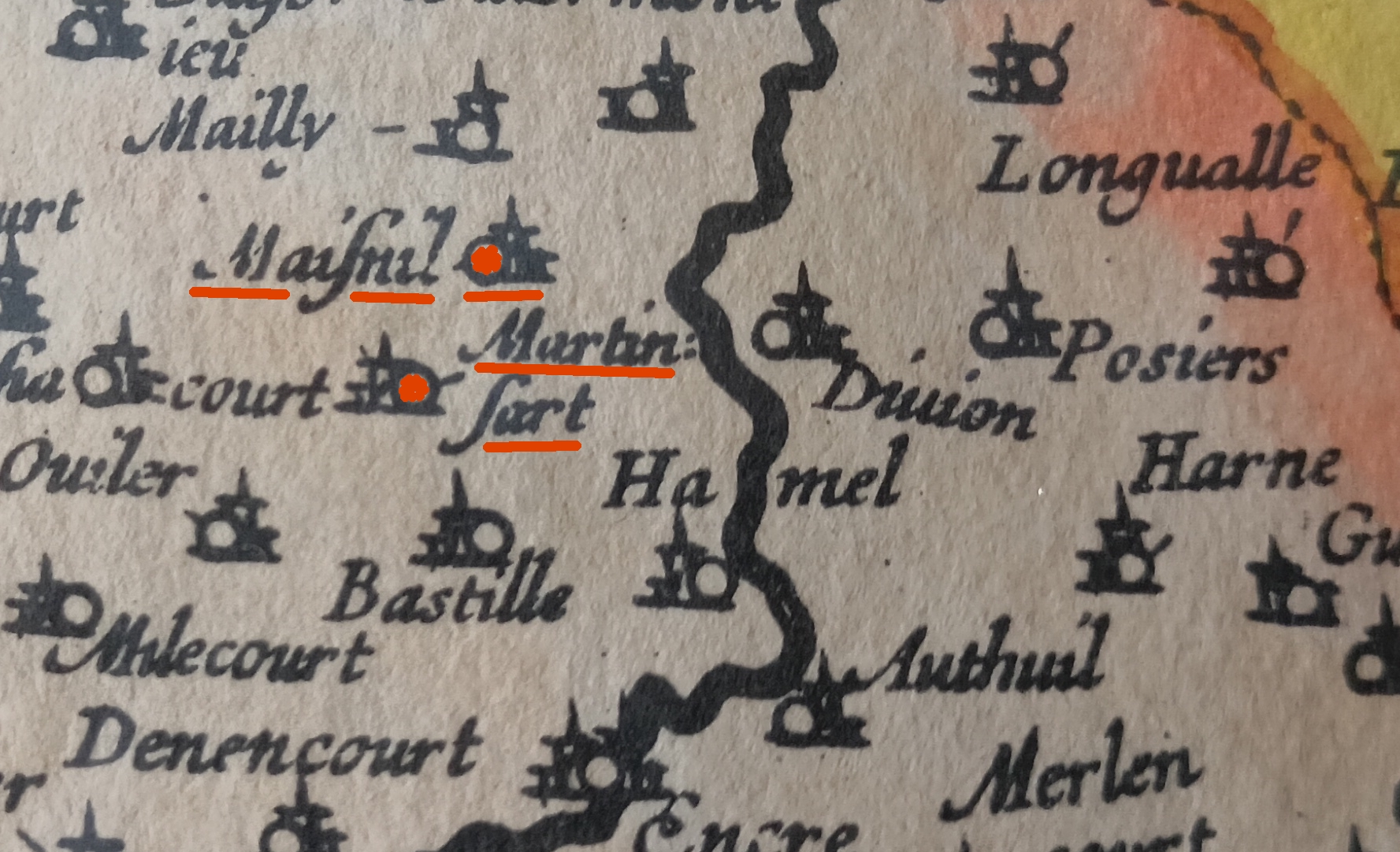
Mesnil-Martinsart sur une carte de la Picardie de 1620.

Depuis leur origine , ces deux localités étaient réunies en une seule paroisse.
Le nom de la localité est attesté sous les formes Mesnilium en 1188 ; Maisnil en 1301 ; Mesnil-lez-Martin-sart en 1567 ; Mesnillum en 1637 ; Monsnil en 1648 ; Mesnil en 1657 ; Le Menil en 1710 ; Le Mainil-Martinsart en 1733 ; Le Menil et Martin-sart en 1764 ; Monsnil St-Nicolas en 1772 ; Le Mainil-Morlinsart en 1778 ; Le Mesnil-Martinsart en 1801.

« Mesnil », toponyme très répandu en France, à partir de Mansionem. Le bas-latin a créé un nouveau terme dérivé du mot latin mansionile, diminutif de mansio, demeure, habitation, maison. Devenu en français médiéval maisnil, mesnil, « maison avec terrain ».
Martinsart est attesté sous les formes Martini sartum ; Martinsart en 1195 ; Martinsset en 1513 ; Martin-sart en 1567 ; Morlainsart en 1778.

Le défrichement de Martin-Sart est bien indiqué avec le nom de Martin, son auteur.

## Histoire

### Moyen Âge
Mesnil comme Martinsart avaient un seigneur au Moyen Âge. En 1199, par une charte, Eustache de Martinsart, donne des biens aux moines du prieuré de Lihons-en-Santerre. La seigneurie de Martinsart avait sous sa dépendance le château de Chipilly, une halle sur la place d'Albert, une partie des terres de Ville-sur-Ancre.
En 1214, dans un aveu au roi Philippe Auguste, apparait le nom de Robert-le-Grand de Mesnilio. Au XIXe siècle, les vestiges d'un château-fort étaient encore visibles au lieu-dit Vieux-Mesnil.

### Époque moderne
À la fin du XVIe siècle, Martinsart a comme seigneur, Jean de Pas de Feuquières, gentilhomme ordinaire de la chambre du roi Charles IX, maréchal de camp, gouverneur de Roye.
En 1730, le seigneur de Martinsart est M. Boitel. Le dernier seigneur de Martinsart est le chevalier d'Haudoire.

### Époque contemporaine
En 1849, comme dans toutes les communes de France, la population masculine majeure peut, pour la première fois, voter grâce à l'instauration du suffrage universel masculin. Voici la répartition (en nombre) de quelques-uns des patronymes des 207 électeurs de l'époque :
| Bailleux | Blanchet | Crampon | Doublet | Herbet | Labateux | Lefebvre | Rouvillain |
| 4        | 5        | 8       | 5       | 7      | 6        | 5        | 4          |

En 1853, les châtelains de Mesnil créent dans la commune une école primaire de filles et une salle d'asile (ancêtre des écoles maternelles).
Dès 1899, l'instituteur signale que la population diminue, attirée par l'industrie métallurgique d'Albert qui offre des salaires plus rémunérateurs que l'agriculture locale.
En 1899, il existait :
- une école publique à Martinsart,
- une école publique à Mesnil,
- une école privée de filles à Mesnil.

Le village est considéré comme détruit à la fin de la Première Guerre mondiale et a  été décoré de la Croix de guerre 1914-1918, le 27 octobre 1920.

## Les Templiers
Un poste de Templiers aurait existé sur la colline située entre Mesnil et Englebelmer, au lieu-dit les Terres de Cures. Des restes de constructions souterraines ont été mises au jour en 1830 par l'instituteur du village M. Obry.

## Politique et administration

### Rattachements administratifs et électoraux
Rattachements administratifs
La commune se trouve dans l'arrondissement de Péronne du département de la Somme.
Elle faisait partie depuis 1793 du canton d'Albert. Dans le cadre du redécoupage cantonal de 2014 en France, cette organisation territoriale administrative a disparu, le canton n'est plus qu'une circonscription électorale.
Rattachements électoraux
Pour les élections départementales, la commune fait partie depuis 2014 du canton d'Albert
Pour l'élection des députés, elle fait partie de la cinquième circonscription de la Somme.

### Intercommunalité
La commune fait partie de la communauté de communes du Pays du Coquelicot, un établissement public de coopération intercommunale (EPCI) à fiscalité propre créé fin 2001 sous le nom de Communauté de communes de la région d'Albert - Acheux en Amiénois et Bray-sur-Somme.

### Liste des maires
| Période                                  | Période                   | Identité            | Étiquette | Qualité                       |
| ---------------------------------------- | ------------------------- | ------------------- | --------- | ----------------------------- |
| Les données manquantes sont à compléter. |                           |                     |           |                               |
| avant 1842                               |                           | M. Bailleux         |           |                               |
| 1919                                     | 1925                      | Louis Vasset        | SFIO      | Cultivateur                   |
| Les données manquantes sont à compléter. |                           |                     |           |                               |
| mars 2001                                | 2014                      | Daniel Decaluwe     |           |                               |
| 2014                                     | mai 2020                  | Philippe Skrzypczak |           | Enseignant dans le secondaire |
| mai 2020                                 | En cours (au 25 mai 2020) | Roger Roussel       |           |                               |

## Population et société

### Démographie

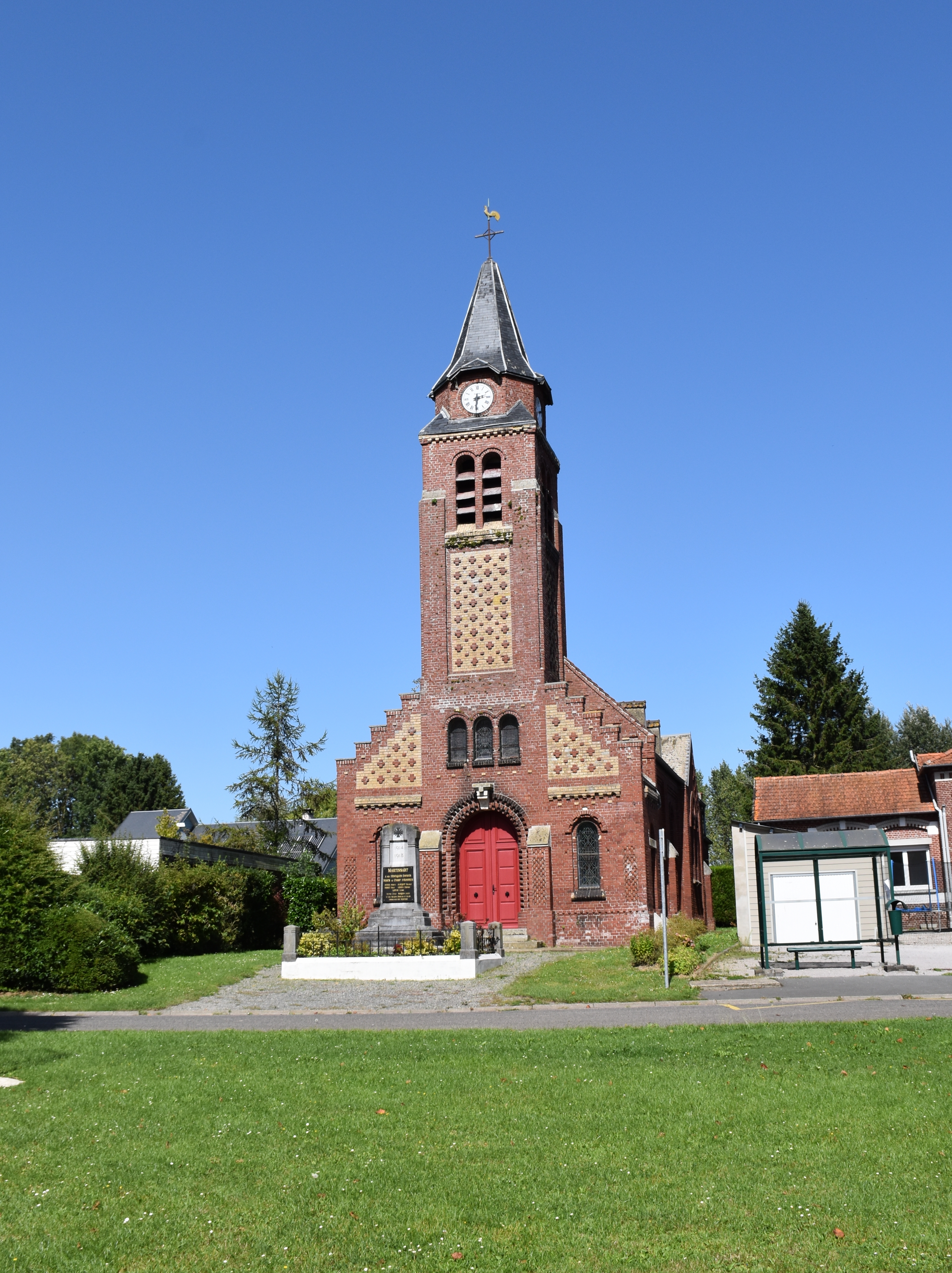
L'église de Martinsart.

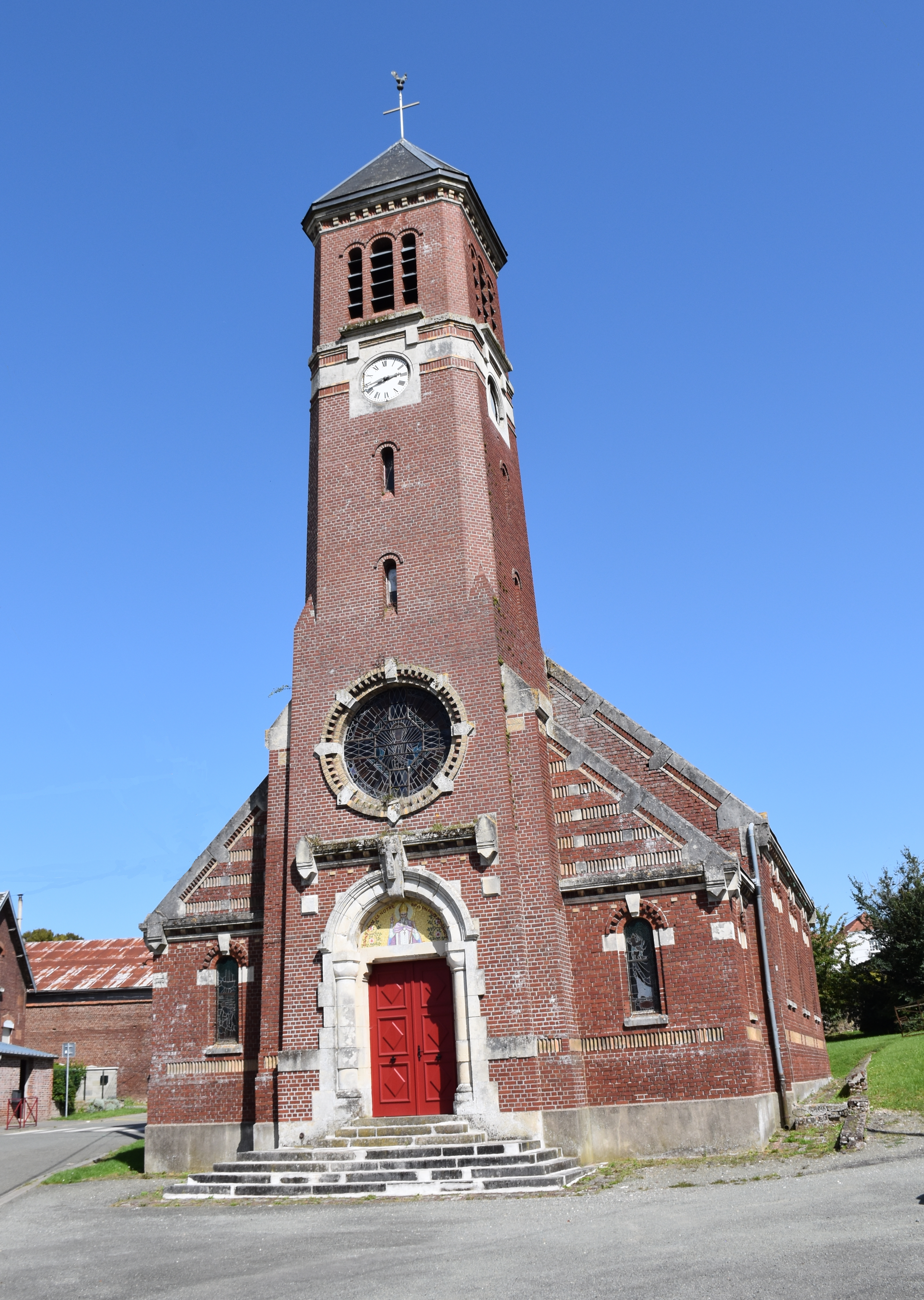
L'église de Mesnil.

L'évolution du nombre d'habitants est connue à travers les recensements de la population effectués dans la commune depuis 1793. Pour les communes de moins de 10 000 habitants, une enquête de recensement portant sur toute la population est réalisée tous les cinq ans, les populations de référence des années intermédiaires étant quant à elles estimées par interpolation ou extrapolation. Pour la commune, le premier recensement exhaustif entrant dans le cadre du nouveau dispositif a été réalisé en 2005.

En 2022, la commune comptait 237 habitants, en évolution de +1,28 % par rapport à 2016 (Somme : −1,26 %, France hors Mayotte : +2,11 %).
| 1793 | 1800 | 1806 | 1821 | 1831 | 1836 | 1841 | 1846 | 1851 |
| ---- | ---- | ---- | ---- | ---- | ---- | ---- | ---- | ---- |
| 591  | 564  | 528  | 680  | 677  | 663  | 671  | 663  | 653  |

| 1856 | 1861 | 1866 | 1872 | 1876 | 1881 | 1886 | 1891 | 1896 |
| ---- | ---- | ---- | ---- | ---- | ---- | ---- | ---- | ---- |
| 629  | 628  | 597  | 588  | 519  | 496  | 481  | 456  | 444  |

| 1901 | 1906 | 1911 | 1921 | 1926 | 1931 | 1936 | 1946 | 1954 |
| ---- | ---- | ---- | ---- | ---- | ---- | ---- | ---- | ---- |
| 437  | 403  | 406  | 164  | 247  | 249  | 287  | 288  | 284  |

| 1962 | 1968 | 1975 | 1982 | 1990 | 1999 | 2005 | 2006 | 2010 |
| ---- | ---- | ---- | ---- | ---- | ---- | ---- | ---- | ---- |
| 234  | 231  | 211  | 197  | 240  | 233  | 218  | 219  | 241  |

| 2015 | 2020 | 2022 | - | - | - | - | - | - |
| ---- | ---- | ---- | - | - | - | - | - | - |
| 233  | 234  | 237  | - | - | - | - | - | - |

### Enseignement
La commune de Mesnil-Martinsart est située dans l'académie d'Amiens. Elle dépend de la zone B.
En 2013, Mesnil-Martinsart ne dispose plus d'aucun établissement scolaire.
En 2019, un projet d'école publique franco-australienne est envisagé à Pozières, qui pourrait accueillir des enfants de la commune

### Autres équipements
Une nouvelle mairie a été aménagée dans l'ancienne école de Mesnil, et l'ancienne pourrait devenir un musée consacré à la Première Guerre mondiale.

## Économie

### Activités économiques et de services
L'agriculture reste l'activité économique dominante de la commune.

## Culture locale et patrimoine

### Lieux et monuments
- L'église Saint-Gilles de Martinsart. L'édifice précédent, orienté, se situait au milieu du cimetière actuel.
- L'église Saint-Nicolas au Mesnil.
- La chapelle Notre-Dame-du-Rosaire au Mesnil. La chapelle primitive est mentionnée en 1763. Détruite en même temps que le village pendant la Première Guerre mondiale et reconstruite après le conflit[36].
- Les étangs de la vallée de l'Ancre où abondent brochets, carpes et anguilles[1]...
- Cimetières militaires : 
  - Knightsbridge Cemetery du Commonwealth , situé au nord de Mesnil-Martinsart, à cinq cents mètres au sud-ouest du Mémorial terre-neuvien de Beaumont-Hamel, et où reposent 548 corps de soldats (490 Britanniques, 39 Terre-Neuviens, 1 Australien et 18 Néo-Zélandais)
  - Martinsart British Cemetery, où reposent les corps de 488 soldats (479 Britanniques, 1 Australien et 8 Néo-Zélandais)[37].
  - Mesnil Ridge Cemetery, nécropole qui contient 95 corps (94 Britanniques et 1 Terre-Neuvien)
  - Mesnil Communal Cemetery Extension, à côté du cimetière communal où reposent les corps de 333 soldats.
  - Aveluy Wood Cemetery (Mesnil-Martinsart), cimetière du bois d'Aveluy où reposent les corps de 380 soldats.

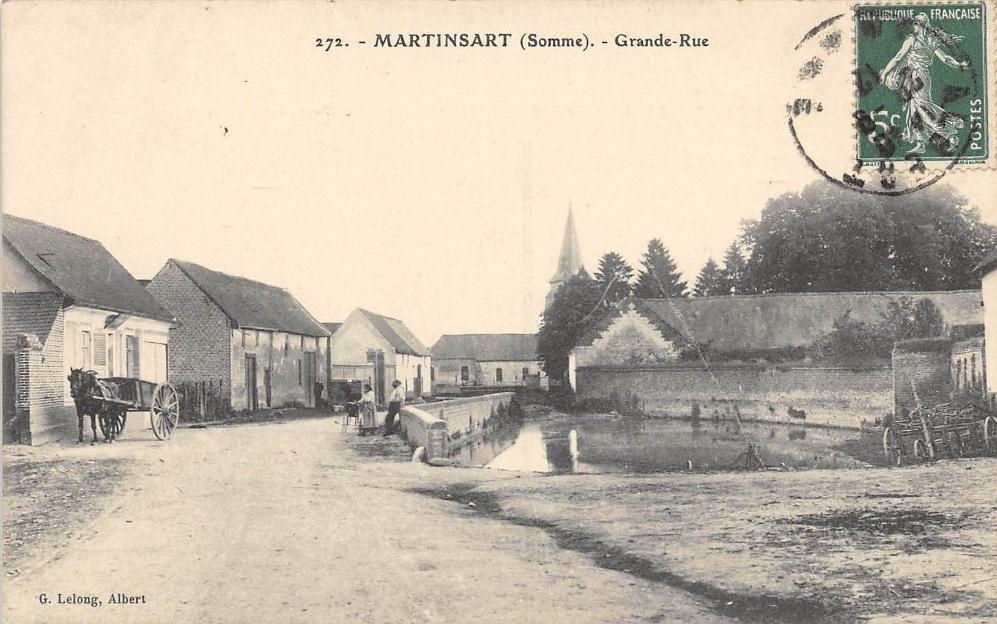
Carte postale de Martinsart en 1912.
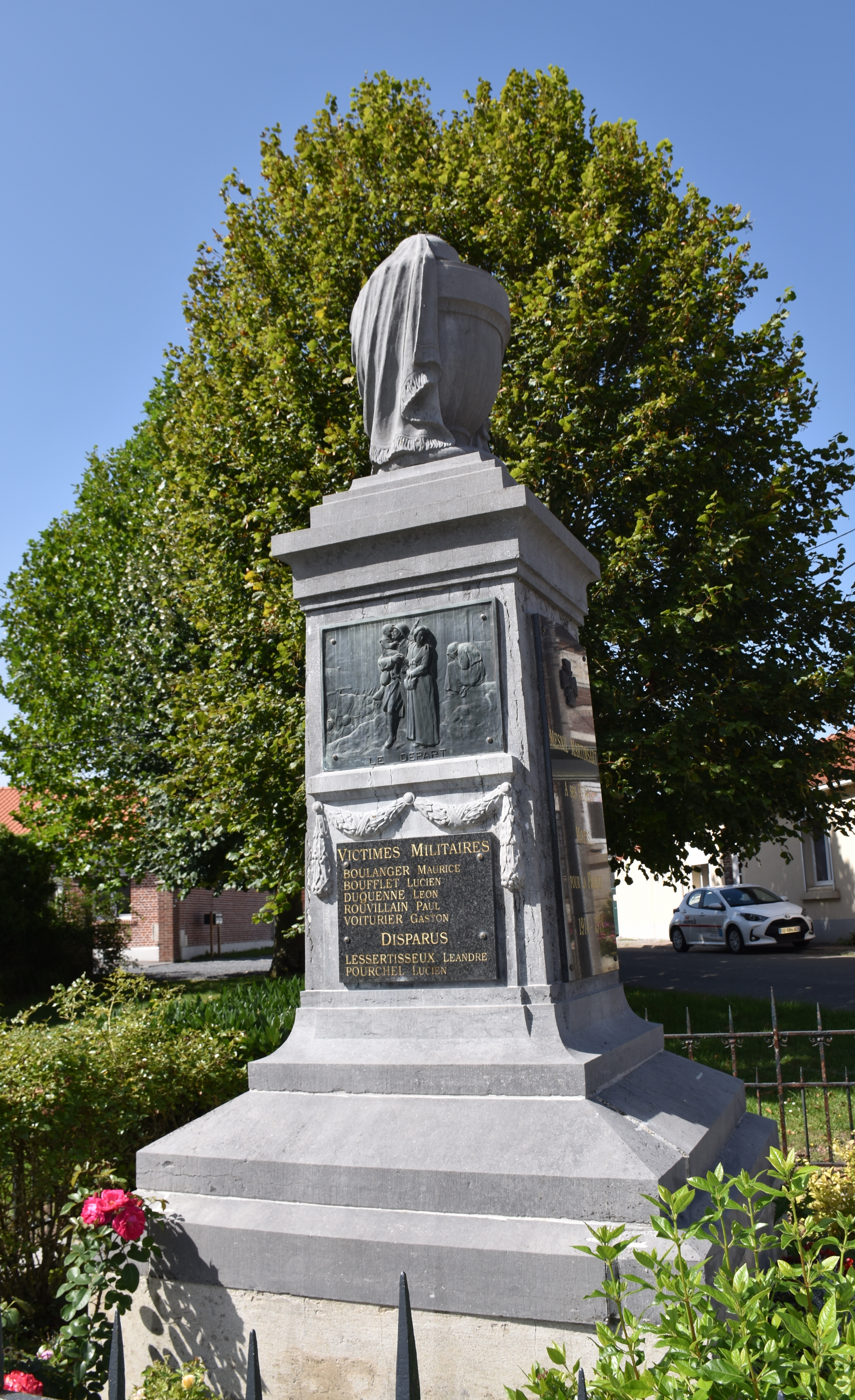
Le monument aux morts de Mesnil-Martinsart.
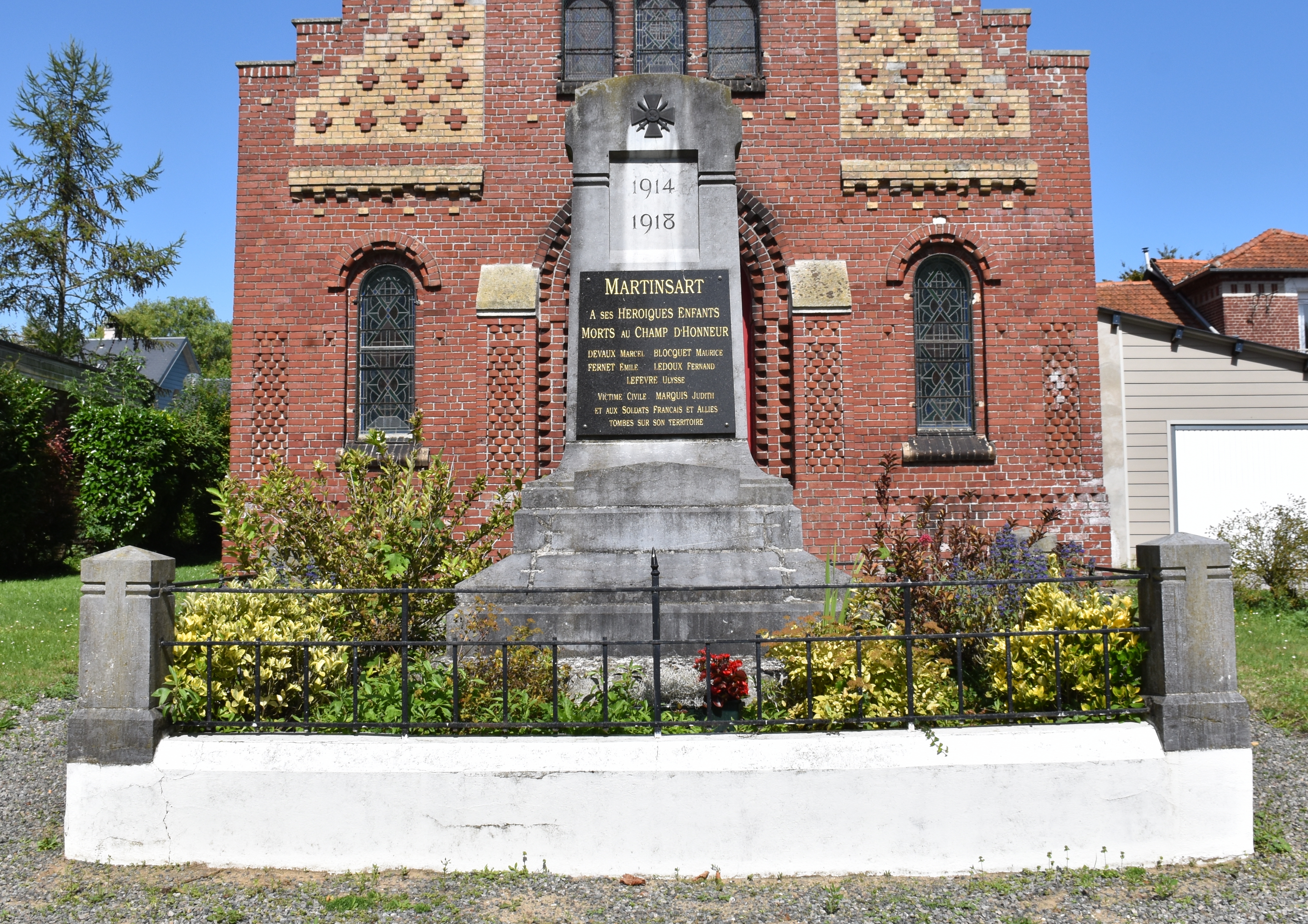
Le monument aux morts de Martinsart.
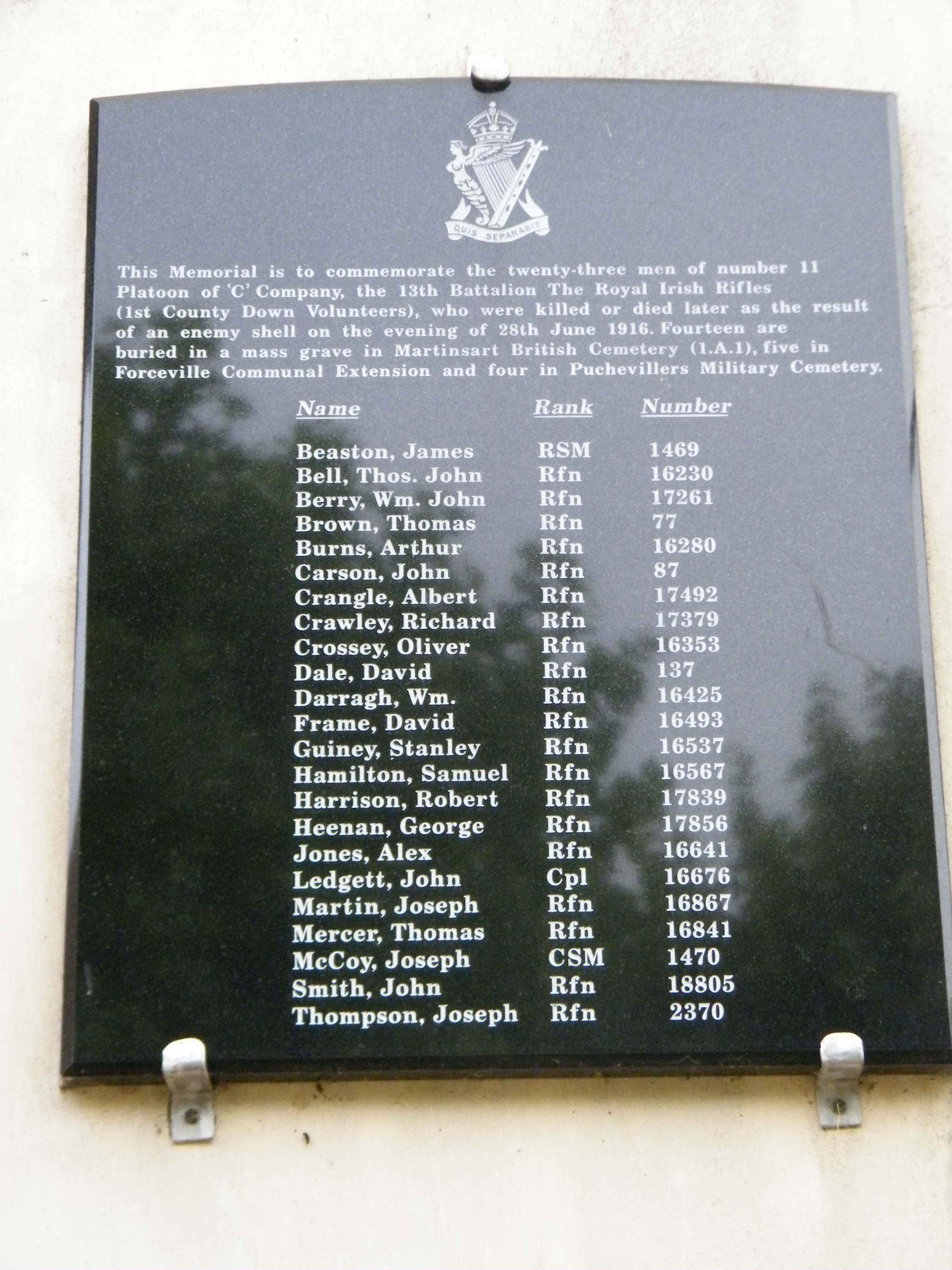
Hommage aux 23 soldats tués le 28 juin 1916.
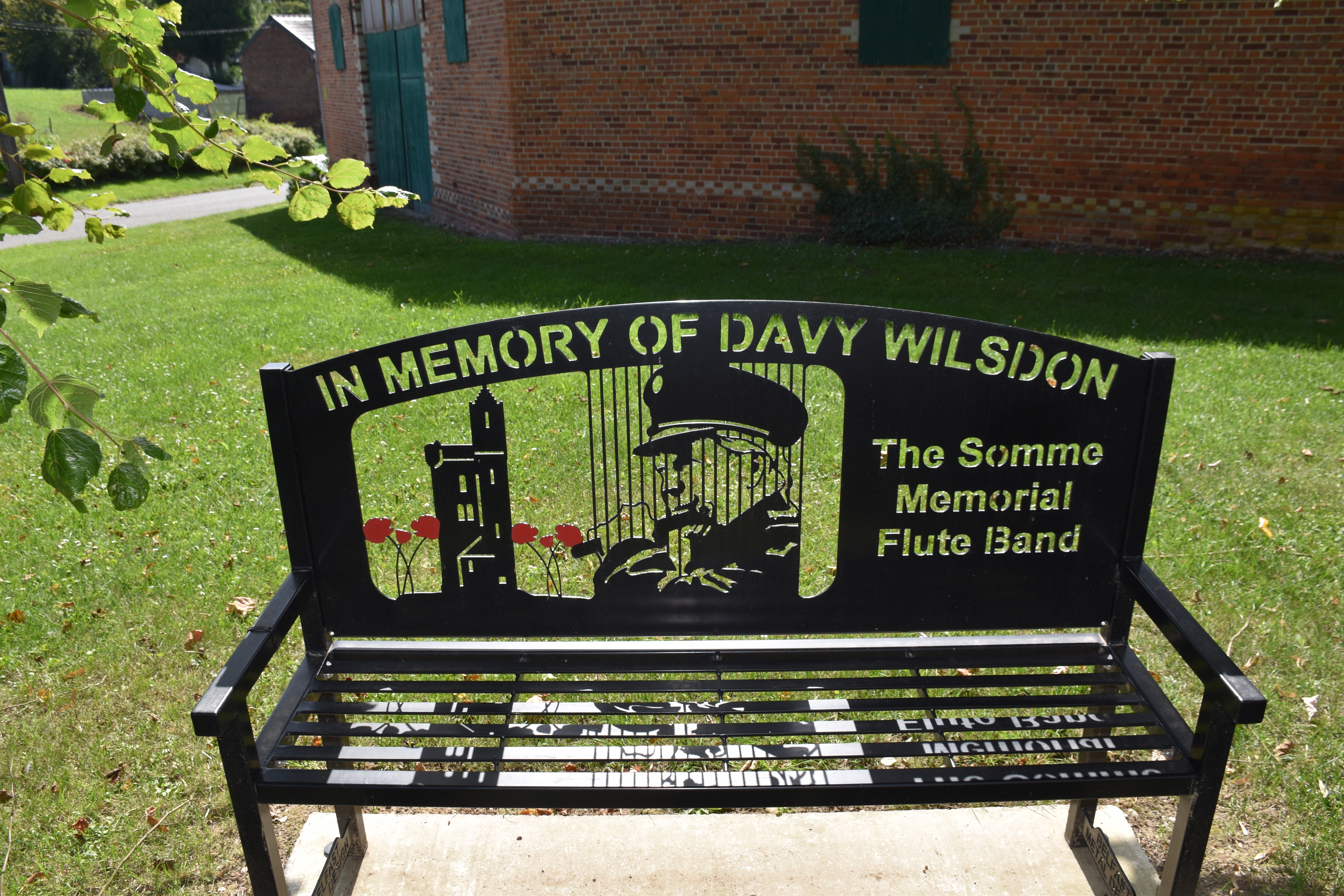
Banc hommage à Davy Wilsdon.

## Galerie: les  5 cimetières militaires britanniques sur le territoire de la commune

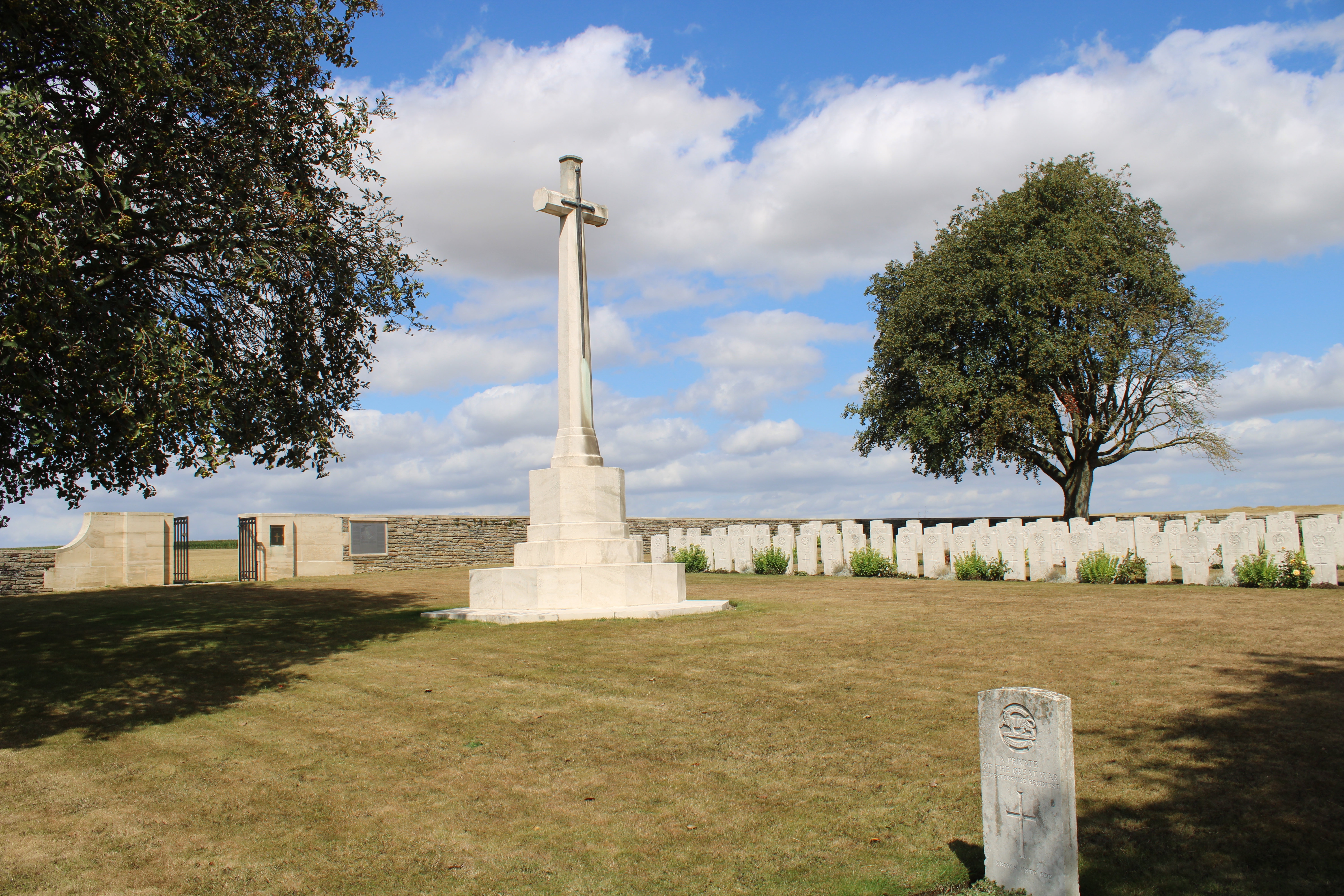
Le cimetière britannique Knightsbridge Cemetery
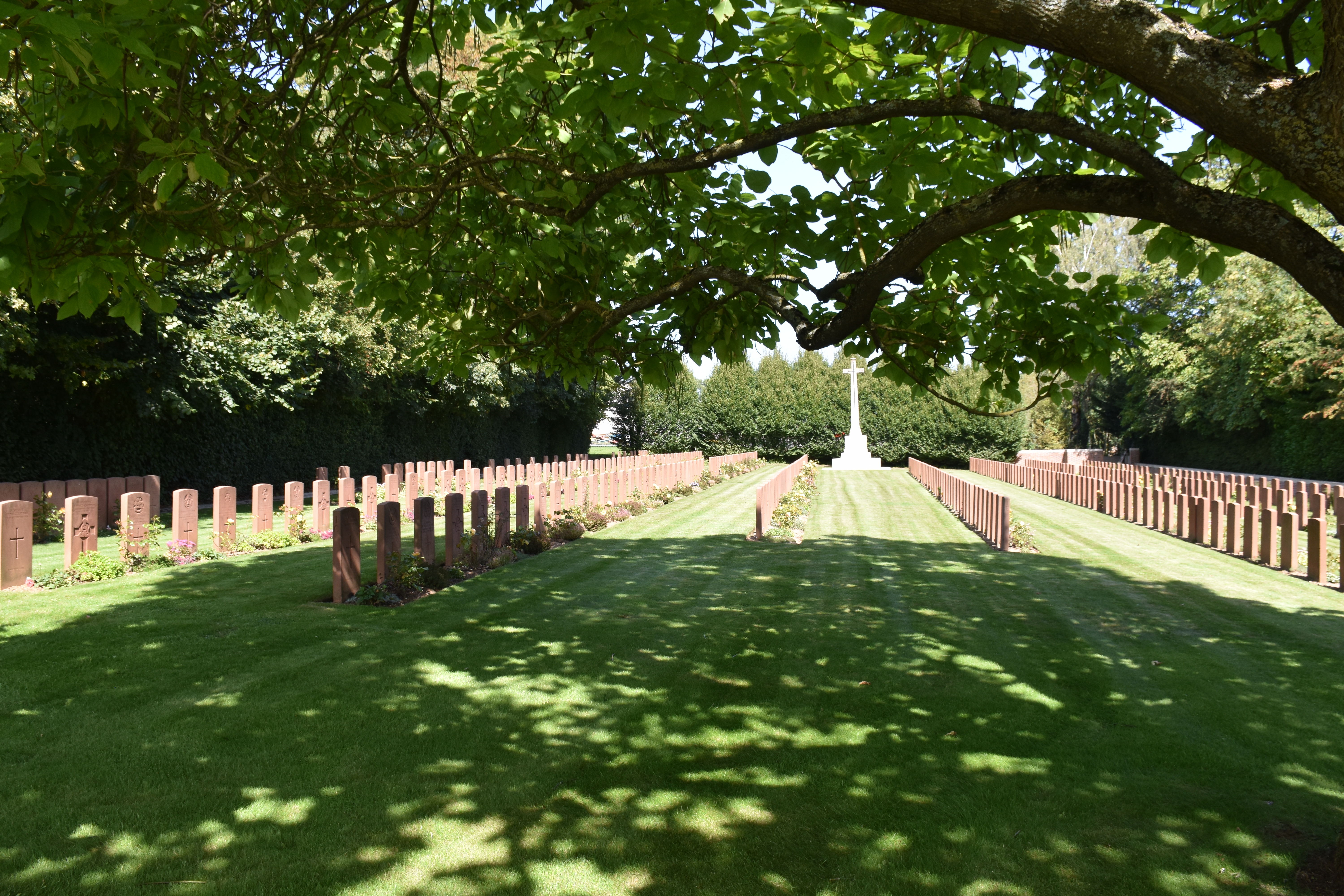
Martinsart British Cemetery.
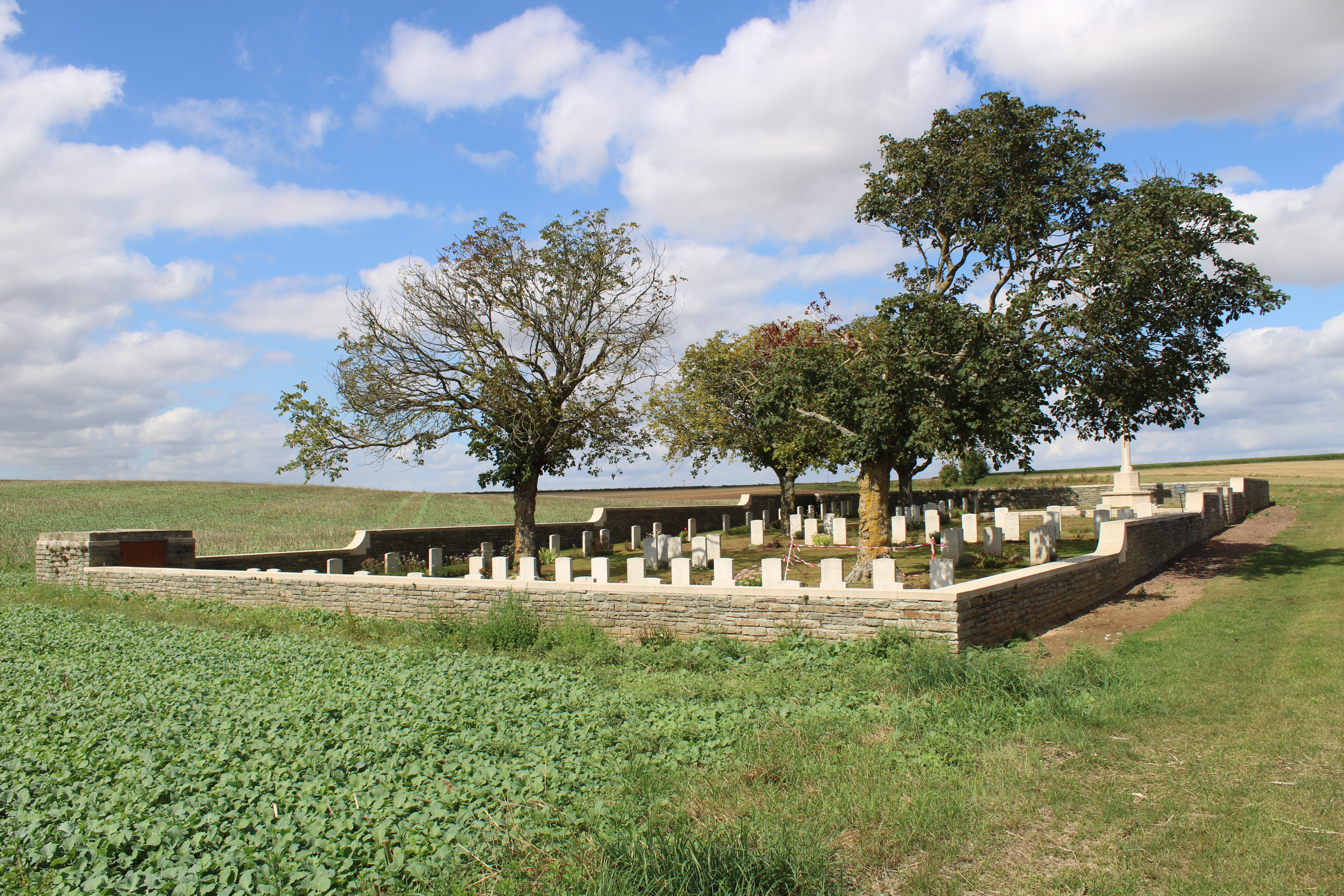
Le cimetière de Mesnil-Ridge.
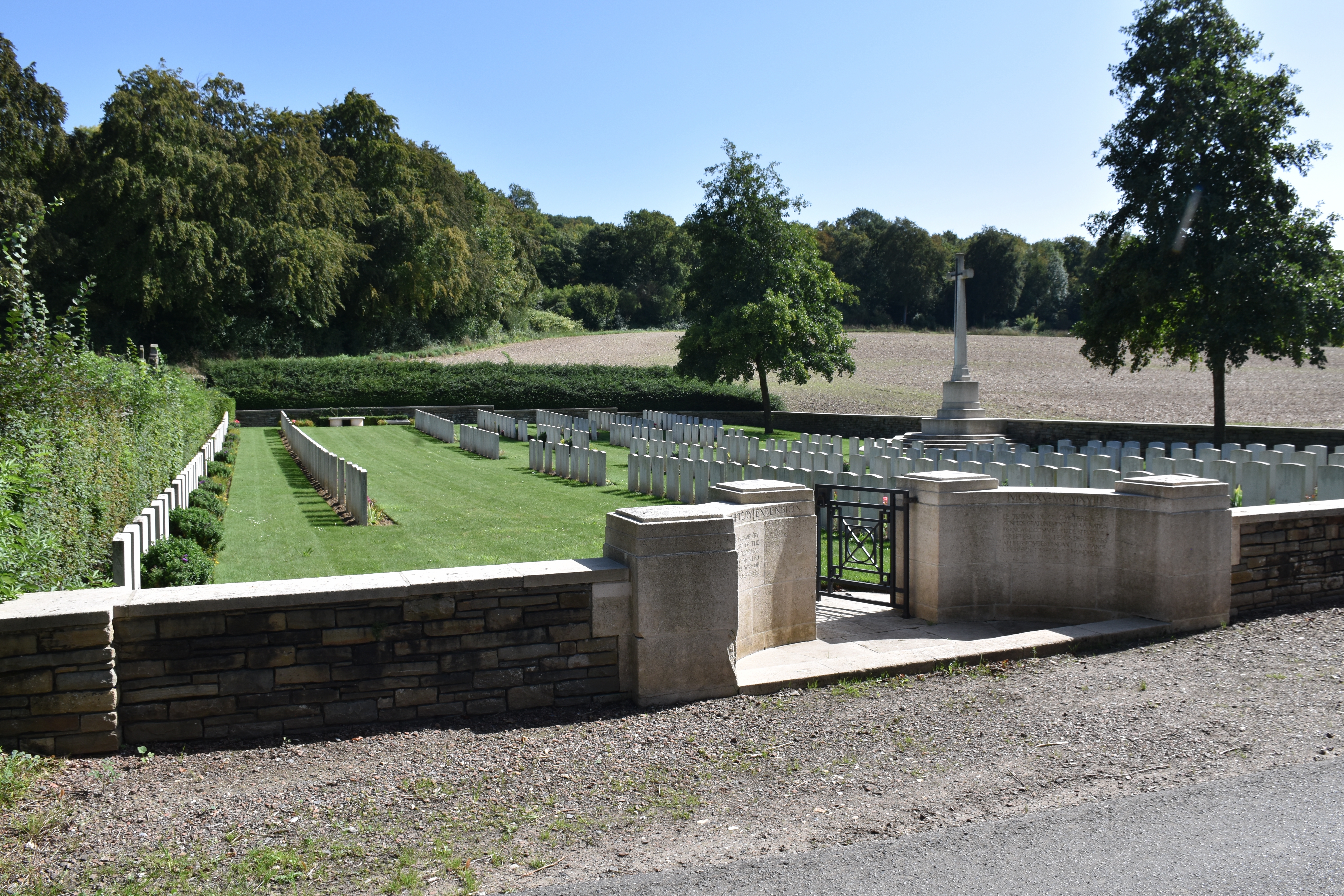
Mesnil Communal Cemetery Extension.
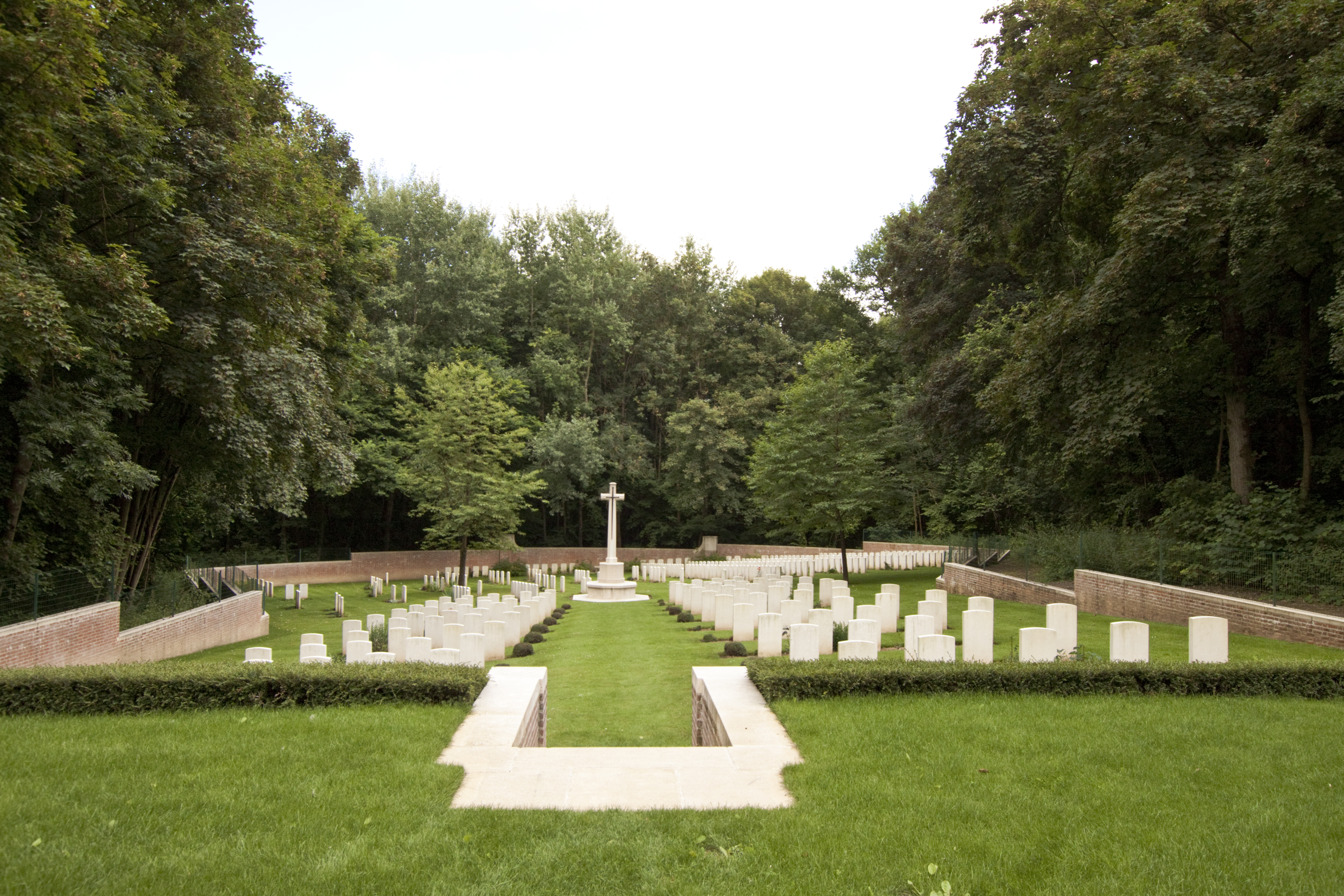
Aveluy Wood Cemetery (Mesnil-Martinsart).

### Personnalités liées à la commune
- Louis-Fernand Flutre (1892-1978), docteur ès lettres en 1932, né à Mesnil-Martinsart. Il publia en 1955 deux ouvrages sur le village, mentionnés ci-dessous.
- Camille de Wazières (1884-1938), éleveur de pur-sangs trotteurs. Il fit construire son haras à Martinsart après la Première Guerre mondiale. Plusieurs prix portent son nom ; en particulier le prix Camille de Wazières à l'hippodrome de Vincennes, pour les trotteurs. Il est le fils d'Arthur de Wazières, éleveur et promoteur du cheval de trait « Boulonnais » à Saint-Michel-sur-Ternoise, près de Saint-Pol-sur-Ternoise.

## Pour approfondir